# Calobatina
Calobatina is een vliegengeslacht uit de familie van de spillebeenvliegen (Micropezidae).

## Soorten
- C. geometra (Robineau-Desvoidy, 1830)
- C. geometroides (Cresson, 1927)
- C. texana Enderlein, 1922